# Agata Witczak
Agata Witczak – polska inżynier, doktor habilitowany nauk rolniczych.

## Życiorys
W 1990 r. ukończyła studia chemiczne na Politechnice Szczecińskiej, w 2004 r. obroniła pracę doktorską Wpływ wędzenia na zmiany w zawartościach ogólnego PCB oraz wybranych non-orto i mono-orto kongenerów w produktach rybnych, której promotorem był prof. Władysław Ciereszko, w 2013 r. habilitowała się na podstawie pracy zatytułowanej Studium obecności kongenerów PCB w mleku i produktach mleczarskich w aspekcie ryzyka zdrowotnego oraz wpływu procesu technologicznego na poziom tych związków.
Pracuje w Zachodniopomorskim Uniwersytecie Technologicznym w Szczecinie.